# Shosuke Katayama
Shosuke Katayama (片山 奨典 Katayama Shōsuke?, Nara, 8 de septiembre de 1983) es un exfutbolista japonés que jugaba como defensa.

## Trayectoria

### Clubes
| Club            | País  | Año       |
| --------------- | ----- | --------- |
| Nagoya Grampus  | Japón | 2006-2008 |
| Yokohama FC     | Japón | 2009-2010 |
| Roasso Kumamoto | Japón | 2010-2019 |